# Mormonia staudingeri
Mormonia staudingeri là một loài bướm đêm trong họ Noctuidae.